# Ariste (Valjala)
Ariste – wieś w Estonii, w prowincji Sarema, w gminie Valjala.